# Mag Garden
Mag Garden (マッグガーデン, Maggu Gāden) est une maison d'édition japonaise qui est centrée sur les publications liées aux mangas. La firme fut fondée en juin 2001 et fut en premier lieu un sous-traitant de Enix, chargé de la publication de leur manga, avant de s'en détacher et de se diversifier. Le fondateur et actuel président de Mag Garden est Yoshihiro Hosaka. L'entreprise est actuellement basée à Chiyoda dans la préfecture de Tokyo au Japon. La société a fusionné avec Production I.G le 1er décembre 2007 pour former la nouvelle société IG Port, devenant ainsi l'une des filiales d'IG Port aux côtés de Signal.MD et de Wit Studio.

## Historique

Le précédent logo de la société.

Mag Garden a été fondé le 5 juin 2001 par Yoshihiro Hosaka, qui travaillait auparavant comme éditeur chez Enix (devenu Square Enix) avant de partir. Elle a commencé comme une entreprise issue de la scission de la division d'édition de mangas d'Enix juste avant la fusion de la société avec Square,. La fusion de Square-Enix a provoqué un soulèvement parmi les membres du personnel des mangakas. Craignant que leur manga soit abandonné à la publication et fatigués des traitements durs, ils ont quitté Square Enix pour aider à créer Mag Garden, où ils continueraient également à publier leur série. La création de Mag Garden et le départ de Square Enix des anciens mangakas ont provoqué des différends juridiques sur des questions de droit d'auteur entre les deux sociétés. La bataille juridique s'est terminée en mars 2003 et Square Enix a accepté de contribuer à hauteur de 50% au capital de Mag Garden. Les mangas qui étaient autrefois publiés sous Enix par les anciens auteurs de l'éditeur devaient continuer la publication sous de nouveaux titres. Le 22 septembre 2003, Mag Garden est devenue une société distincte et indépendante et a été admise sur le marché « Mothers (ja) » de la Bourse de Tokyo après la vente par Square Enix de toutes ses actions restantes,.
Le 4 juillet 2007, la société a annoncé une fusion avec Production I.G pour former une nouvelle société appelée IG Port,. Mag Garden entretient des relations étroites avec Production I.G, car ils ont tous deux collaboré ensemble sur des projets multimédia d'animation/manga tels que Ghost Hound et Sisters of Wellber (en). Avant la fusion, Production I.G était le deuxième actionnaire de Mag Garden, qui détenait 15% de ses actions. La fusion a été finalisée le 1er décembre 2007 et Mag Garden est officiellement devenue une filiale de IG Port.
Parmi les mangakas qui étaient chez Enix et qui se sont déplacés pour Mag Garden, il y avait Kozue Amano, Rin Asano, Mayumi Azuma, Nanae Chrono, Moyamu Fujino, Maki Hakoda, Sakura Kinoshita, Satomi Kubo, Hiro Matsuba, Minene Sakurano, Kazusa Saitou, Kaili Sorano, Seiuchirou Todono, Sirou Tunasima, et Natsuki Yoshimura.
En juillet 2014, le magazine Monthly Comic Blade cesse de paraître, remplacé par sa version en ligne Online Magazine Comic Blade et le magazine Monthly Comic Garden lancé en septembre 2014.

## Magazines édités

### Actifs
- Monthly Comic Avarus
- Monthly Comic Garden
- EDEN
- Blade+
- Web Comic Beat's
- Blade Online
- MAGxiv

### Abandonnés
- Comic Blade Masamune
- Comic Blade Gunz
- Comic Blade Zebel
- Comic Blade Brownie
- Monthly Comic Blade

## Publications
- Aqua
- Aria
- Asatte no Houkou
- Beyond the Beyond
- Cocoon
- Daemon Hunters
- Desert Coral
- Dream Gold
- Elemental Gerad
- L'Enfant et le Maudit
- First King Adventure
- Gadget
- Gamerz Heaven
- Ghost Hound
- Goodbye, my Rose Garden
- Jinki:Extend
- Kagerou-Nostalgia
- Ken'en
- Mamotte Shugogetten
- Mamotte Shugogetten Retrouvailles
- Matantei Loki
- Monochrome Factor
- More Starlight To Your Heart
- Mukuukai - Amano Kozue Tanpenshu 1
- Mystical Prince Yoshida-kun!
- Neko Rahmen
- Otogi-Jushi Akazukin
- Peace Maker Kurogane
- Psycho-Pass
- Roman Club
- R²
- Saint October
- Sora no Uta - Amano Kozue Tanpenshu 2
- Sorcière de l'ouest
- Tactics
- Tales of Symphonia
- The Ancient Magus Bride
- Tengai Retrogical
- Vaizard
- Your and My Secret